# Comté de Ray
Pour les articles homonymes, voir Ray.
Le comté de Ray, en anglais : Ray county, est un comté du Missouri aux États-Unis. Le siège du comté se situe à Richmond. Le comté date de 1820 et il fut nommé en hommage au législateur du Missouri John Ray.  Au recensement de 2000, la population était constituée de 23.354 individus.

## Géographie
Selon le bureau du recensement des États-Unis, le comté totalise une surface 1.486 km² dont 11 km² d’eau. 

### Comtés voisins
- Comté de Caldwell (Missouri)  (nord)
- Comté de Carroll (Missouri)  (est)
- Comté de Lafayette (Missouri)  (sud)
- Comté de Jackson (Missouri)  (sud-ouest)
- Comté de Clay (Missouri)  (ouest)
- Comté de Clinton (Missouri)  (nord-ouest)

### Routes principales
- Missouri Route 10
- Missouri Route 13
- Missouri Route 210

## Démographie
Selon le recensement de 2000, sur les 23.354 habitants, on retrouvait 8.743 ménages et 6.539 familles dans le comté. La densité de population était de 16 habitants par km² et la densité d’habitations (9.371 au total)  était de 6 habitations par km². La population était composée de 96,5 % de blancs, de 1,46 %  d’afro-américains, de 0,36 % d’amérindiens et de 0,19 % d’asiatiques.
35,20 % des ménages avaient des enfants de moins de 18 ans, 63,1 % étaient des couples mariés. 27,5 % de la population avait moins de 18 ans, 7,4 % entre 18 et 24 ans, 28,3 % entre 25 et 44 ans, 23,9 % entre 45 et 64 ans et 12,8 % au-dessus de 65 ans. L’âge moyen était de 37 ans. La proportion de femmes était de 100 pour 100,2 hommes.
Le revenu moyen d’un ménage était de 41.886 dollars.

## Villes et cités
| - Camden - Crystal Lakes - Elmira - Excelsior Springs | - Fleming - Hardin - Henrietta - Homestead | - Lawson - Orrick - Rayville - Richmond | - Stet - Woods Heights |